# スピアメン
SPEARMEN （スピアメン）は、1983年に結成された日本のオルタナティヴ・ロックバンド。

## 概要
1983年に結成。1988年に、LIZARDのモモヨプロデュースにより1stアルバム『LOST』をリリース。その後、1992年に2ndアルバム『MOONFLOWS』を、1995年に3rdアルバム『Ⅲ』をリリース。同アルバムは『ジャパニーズ・オルタナティヴ・ロック特選ガイド』にも掲載された。
2002年にはLIZARDのモモヨと組み、LIZARD-typeΩとしてもライブを行う。
2011年に1stアルバム『LOST』がSUPER FUJI DISCS（disc union）より再発。
また、同2011年に宮沢正一＆ザ・ラビッツトリビュートアルバム『TRIBUTE TO 宮沢正一＆ザ・ラビッツ/死んでこの世にやって来た』に割礼 (バンド)や遠藤ミチロウ、INCAPACITANTSらとともに参加。『森の詩』をカバー。
2012年3月には福居ショウジン監督作品の巨爆音ライブ上映イベント「CINEMA BLAST vol.7」に出演。
現在も月に1～2回のライブを行うなど精力的に活動し、「有無を言わせぬ説得力」「孤高の世界」と評される独自の世界観を提示し続けている。

## メンバー
- K.Mizusawa〔KFSM〕- Vo　Guitar
- R.Yanagihara〔RRR〕 - Bass
- J.Shinohara〔J〕- Drums

## ディスコグラフィ
1. Strange Fruits （1984年）
  1. Strange Fruits
  2. Ningen Waltz
2. LOST （1988年）※2011年に再発
  1. Yellow Chair
  2. T.M.D.I.
  3. Lost
  4. Slide
  5. Pittor Love
  6. White
3. MOONFLOWS （1992年）
  1. A.M.
  2. Nation Blues
  3. Postcard
  4. Moonflows
4. Ⅲ （1995年）
  1. K
  2. Clear
  3. PSD
  4. Orange
  5. Swallow
  6. Gear
  7. Freason

### 参加作品
1. LIZARD「Book of Changes Complete Works of Lizard」（2009年）
LIZARD-typeΩの演奏がDVDに収録
2. 「TRIBUTE TO 宮沢正一＆ザ・ラビッツ/死んでこの世にやって来た」（2011年）
14.森の詩（SPEARMEN）